# Schaapskooi Ruinen

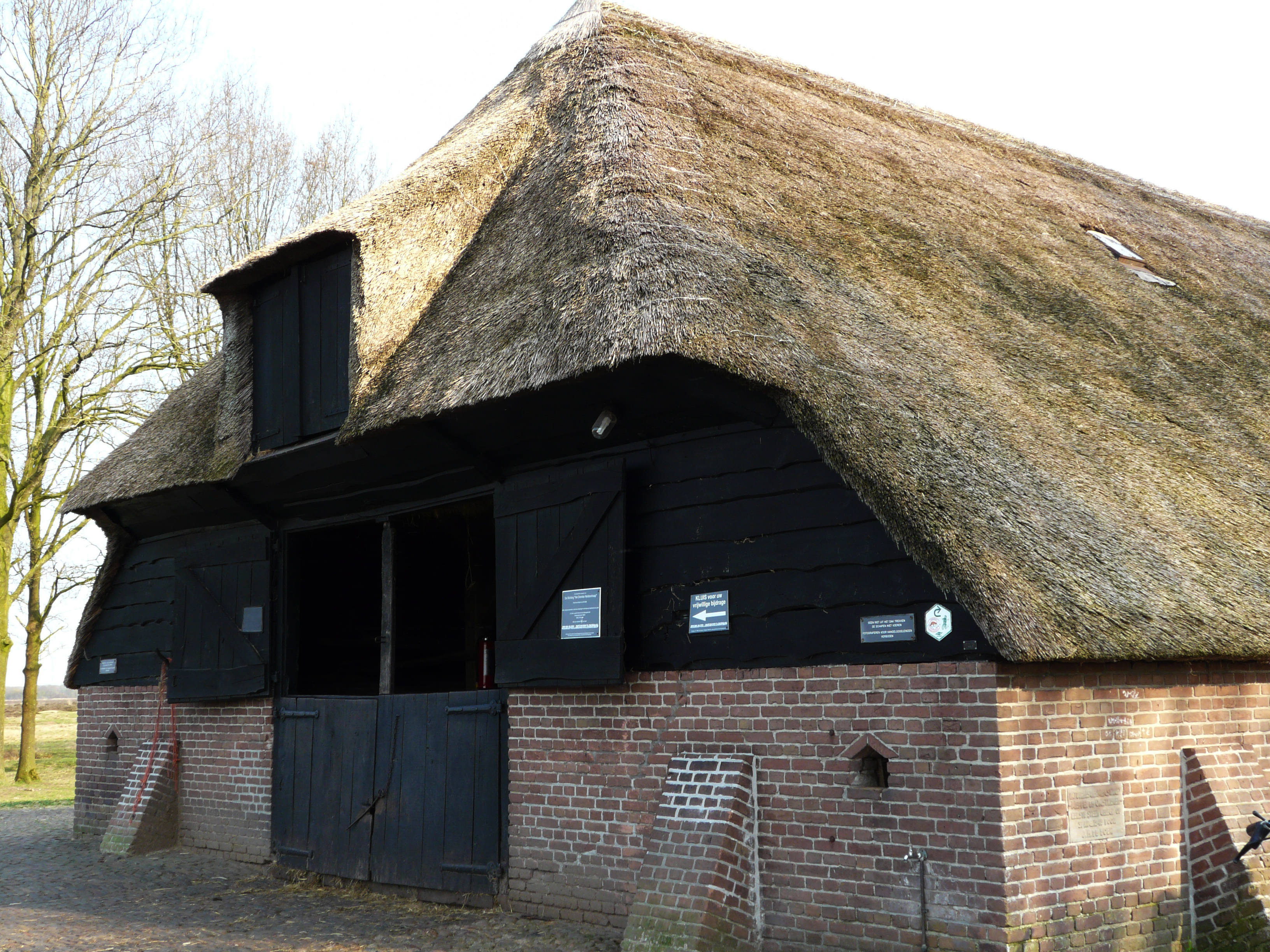
Schaapskooi Ruinen

De Schaapskooi van Ruinen is een schaapskooi in Benderse, iets ten noorden van Ruinen in de Nederlandse provincie Drenthe.

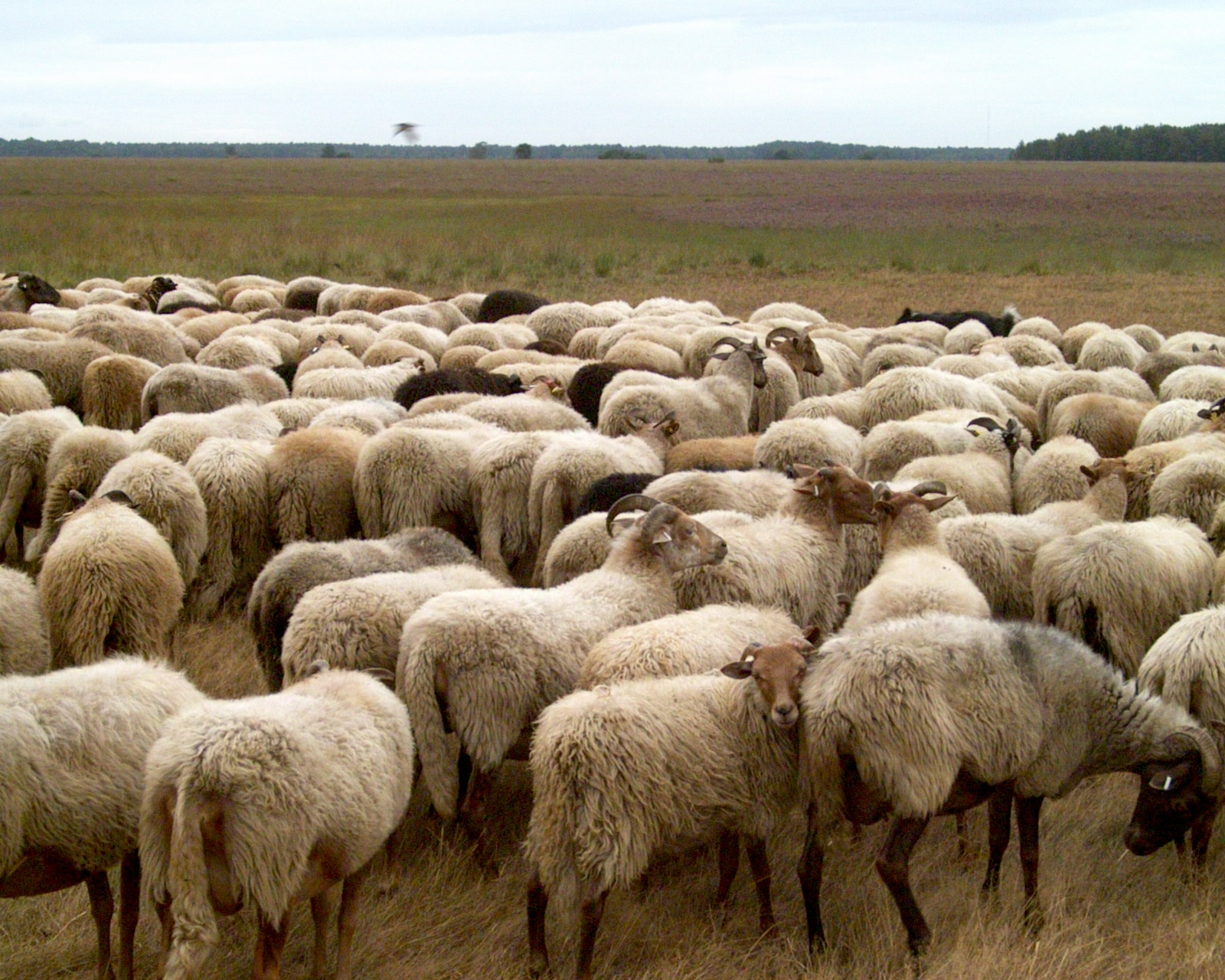
Schaapskudde Ruinen

Sinds 1949 staat de schaapskooi van Ruinen aan de rand van de Benderse Heide. De schaapskudde bestaat uit circa 300 Drentse heideschapen. Het ras is herkenbaar aan de meerkleurige wol, de lange staart en de hoorns. Iedere dag gaat de kudde onder leiding van een schaapherder en twee schaapshonden de heide op om te grazen. Het scheren van de schapen vindt doorgaans plaats in juni. Dichtbij is het Bezoekerscentrum Dwingelderveld van Natuurmonumenten.
De schaapskooi en de beheerderswoning zijn provinciale monumenten